# Scorching Beauty
Scorching Beauty (с англ. — «Обжигающая красота») — пятый студийный альбом американской рок-группы Iron Butterfly. Он был записан и выпущен спустя четыре года после их первого распада и через год после воссоединения. В новый состав вошли Рон Буши, Эрик Бранн, Фил Крамер и Ховард Рейтц. Из этих музыкантов во всех предыдущих релизах группы постоянно участвовал только Рон Буши. Обложку и иллюстрации к альбому разработали Эрни Цефалу и Дрю Струзан. Этот альбом, наряду с последующим диском Sun and Steel (выпущенным в конце того же, 1975 года), не получил коммерческого успеха. Ни одна песня из этого альбома ни разу не была включена в сборники хитов Iron Butterfly.

## Рецензии
| Оценки критиков | Оценки критиков |
| Источник        | Оценка          |
| --------------- | --------------- |
| AllMusic        | [ 1 ]           |

Рецензент AllMusic Стивен Томас Эрлевайн присвоил альбому Scorching Beauty рейтинг в две из пяти звёзд, прокомментировав: «непримечательный альбом, неудачно застрявший между условностями тяжёлого эйсид-рока и стадионного рока середины 70-х» (англ. undistinguished album that fell between the group’s heavy acid rock and mid-'70s arena rock conventions).

## Список композиций
| №  | Название                 | Автор(ы)                                         | Вокал  | Длительность |
| -- | ------------------------ | ------------------------------------------------ | ------ | ------------ |
| 1. | «1975 Overture»          | Эрик Бранн, Рон Буши, Фил Крамер, Говард Рейтзес | Бранн  | 4:19         |
| 2. | «Hard Miseree»           | Бранн                                            | Бранн  | 3:42         |
| 3. | «High on a Mountain Top» | Крамер                                           | Крамер | 4:01         |
| 4. | «Am I Down»              | Бранн                                            | Бранн  | 5:22         |

| №  | Название              | Автор(ы)            | Вокал            | Длительность |
| -- | --------------------- | ------------------- | ---------------- | ------------ |
| 5. | «People of the World» | Бранн               | Бранн            | 3:23         |
| 6. | «Searchin’ Circles»   | Бранн               | Бранн            | 4:38         |
| 7. | «Pearly Gates»        | Джон Андерсон, Буши | Крамер, Андерсон | 3:25         |
| 8. | «Lonely Hearts»       | Бранн               | Бранн            | 3:14         |
| 9. | «Before You Go»       | Рейтзес, Бранн      | Рейтзес, Бранн   | 5:34         |

## Синглы
- «Searchin’ Circles» (2:53 edit) b/w «Pearly Gates» (2:35 edit)
- «High on a Mountain Top» b/w «Before You Go»

## Участники записи
Iron Butterfly
- Эрик Бранн — гитары, ведущий вокал (за исключением треков «High on a Mountain Top», «Pearly Gates» и «Before You Go»)
- Говард Рейтзес — клавишные, ведущий вокал (трек «Before You Go»)
- Филип Тейлор Крамер — бас-гитара, бэк-вокал, ведущий вокал (треки «High on a Mountain Top» и «Pearly Gates»)
- Рон Буши — ударные

Дополнительные музыканты
- Джон Андерсон — совокал в треке «Pearly Gates»[2]

## Позиция в чартах
| Чарт (1975)      | Позиция |
| ---------------- | ------- |
| US Billboard 200 | 138     |